# Jim Clark
Jim Clark, właśc. James Clark Jr (ur. 4 marca 1936 w Kilmany, Szkocja, zm. 7 kwietnia 1968 w Hockenheim, Niemcy) – Szkocki kierowca wyścigowy, dwukrotny mistrz świata Formuły 1.
Powszechnie uznawany za najlepszego kierowcę wyścigowego w historii Szkocji, a zdaniem licznego grona, także najlepszego kierowcę w historii Formuły 1. Odznaczony Orderem Imperium Brytyjskiego IV klasy (OBE).

## Życiorys
Urodzony w górzystej Szkocji, jako syn biednego rolnika, rozpoczął karierę w 1956 roku od startów w lokalnych rajdach i wyścigach górskich. W 1958 roku został odkryty przez charyzmatycznego szefa zespołu Lotusa, Colina Chapmana. Było to podczas zawodów w których zajął drugie miejsce ustępując jedynie szefowi Lotusa, który w owym czasie również startował w imprezach samochodowych. Skromny i nieśmiały kierowca pozostał pod skrzydłami Chapmana już do końca swojej kariery.

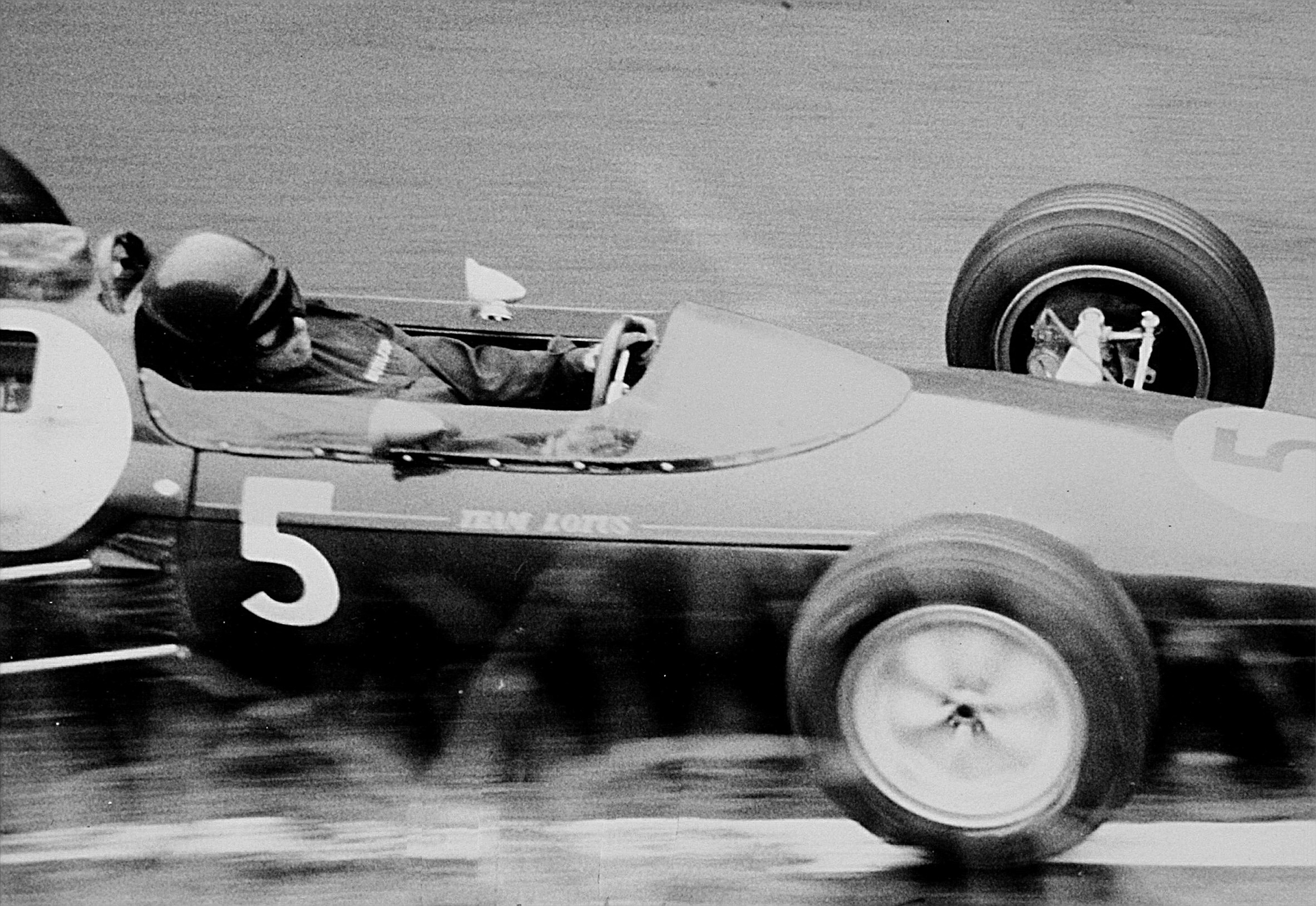
Jim Clark podczas Grand Prix Niemiec 1962

Lista sukcesów Clarka obejmuje m.in. dwa tytuły mistrza świata Formuły 1 (1963, 1965) oraz zwycięstwo w słynnym wyścigu Indianapolis 500 (1965). Tylko ogromna awaryjność samochodów Lotusa pozbawiła go szans na zdobycie większej liczby tytułów w Formule 1.

### Śmierć
Będąc u szczytu kariery, Clark zginął tragicznie podczas wyścigu Formuły 2 na torze Hockenheim. Eksplozja opony w najszybszym punkcie trasy spowodowała, że prowadzony przez Szkota Lotus rozbił się na drzewie. Mężczyzny nie udało się uratować. W miejscu gdzie zginął postawiono malutki krzyż z wyrytą datą śmierci Clarka; jeden z najbardziej emocjonalnych symboli w świecie sportu. Obecnie miejsce to jest zalesione, gdyż tor Hockenheim uległ gruntownej przebudowie. 
W chwili śmierci Clark był rekordzistą Formuły 1 pod względem odniesionych zwycięstw (25) i zdobytych pole position (33). Dokonał tego w zaledwie 72 startach (w latach 1960–1968).

### Wypadek z 1961
Clark uczestniczył w innym śmiertelnym wypadku. W 1961 na torze w Monzy samochód Clarka zderzył się z Ferrari, którym kierował Wolfgang von Trips, wskutek czego drugi pojazd wyleciał z trasy i rozbił się o trybuny, gdzie stali kibice. W rezultacie zginęło 15 kibiców i kierowca Ferrari, a 60 innych odniosło obrażenia.

### Pogrzeb
Jim Clark jest pochowany w Chirnside, w hrabstwie Berwickshire.

## Wyniki
| Rok  | Nadwozie | Silnik | Start | Wynik | Uwagi                            |
| ---- | -------- | ------ | ----- | ----- | -------------------------------- |
| 1963 | Lotus    | Ford   | 5     | 2     |                                  |
| 1964 | Lotus    | Ford   | 1     | 24    | Awaria zawieszenia               |
| 1965 | Lotus    | Ford   | 2     | 1     |                                  |
| 1966 | Lotus    | Ford   | 2     | 2     |                                  |
| 1967 | Lotus    | Ford   | 16    | 31    | Awaria tłoków cylindra w silniku |